# مطار بورسعيد
مطار بورسعيد أو مطار الجميل هو مطار يقع غرب مدينة بورسعيد ويبعد عنها بمسافة 6 كيلو متر ويخدم محافظات قناه السويس. أعلن محافظ بورسعيد عادل الغضبان في 2021 أن المطار أن المحافظة ستنشط عمل المطار بالتعاون مع شركتين سياحتين.

## الوصف
مساحة المطار 1246172 م² ومبني الركاب 500 راكب/ساعة ويحوي مدرج رئيسي بطول 2349 م × 45 م، 15 S بفوه تحمل (PCN (35 وله ترماك يتسع لأربع طائرات ومجهز اناره ليليه للتراماك والممرات وله سير سفر وسير وصول، افتتح رسميا بحضور الفريق أحمد شفيق (وزير الطيران المدني آنذاك).